# Xã Eureka, Quận Adair, Iowa
Xã Eureka (tiếng Anh: Eureka Township) là một xã thuộc quận Adair, tiểu bang Iowa, Hoa Kỳ. Năm 2010, dân số của xã này là 88 người.